# C
La C o c (chiamata "ci" in italiano) è la terza lettera dell'alfabeto latino e di quello italiano.
In italiano la C non ha un suono univocamente definito, si è soliti infatti distinguere fra C dolce (corrispondente all'affricata postalveolare sorda [ʧ]) e C dura (corrispondente all'occlusiva velare sorda [k]) a seconda se precede le lettere vocali E e I, o A, O e U; e può variare sempre, a seconda del contesto, se è accompagnato dalle lettere h o i. Inoltre la lettera C fa parte del digramma sc davanti a -i e -e, nella formazione della fricativa postalveolare sorda [ʃ].
Questa lettera rappresenta anche il suono occlusivo palatale sordo nell'alfabeto fonetico internazionale.
La lettera С (es) dell'alfabeto cirillico, sia minuscola sia maiuscola, è identica alla lettera C latina, sebbene fra le due lettere non vi sia alcuna correlazione storica. La С cirillica deriva infatti da una particolare forma calligrafica medievale della lettera greca Σ (sigma), detta "sigma lunata" e simile a entrambe le attuali forme minuscole della lettera (σ, ς). Nonostante il suo aspetto, la С cirillica è dunque parente della S latina.

## Storia
|                  |               |             |           |          |
| Alfabeto lineare | Gimel fenicio | Gamma greco | C etrusco | C latino |

L'origine della lettera C derivava probabilmente dal fenicio gimel.
Nell'etrusco venne usata una forma derivata dall'alfabeto greco arcaico per trascrivere l'occlusiva velare sorda (/k/ C di "Casa") e anche l'occlusiva velare sonora (/g/ G di "gancio"), l'etrusco infatti non percepiva la differenza tra le consonanti occlusive velari sorde e sonore.
Il latino arcaico aveva tre lettere per rappresentare il suono /k/ e /g/. La K veniva normalmente usata prima della A e consonanti, la C prima di E ed I e la Q prima di O ed V.
Successivamente la K scomparve (rimanendo solo in poche parole o abbreviazioni, come Kal per Kalendae, e in alcuni termini di origine greca) e la C venne usata davanti a tutte le vocali, tranne che davanti ad una V quando aveva valore semiconsonantico /kw/ (in quel caso veniva ancora usata la Q, differenza è anche in Italiano come "C" di "cuneo" /kuneo/ e "Q" di "quadro" /kwadro/ ).
Da qui deriva la confusione, per esempio, nel nome "Caio/Gaio". Fu un liberto del console Spurio Carvilio Ruga, che per primo aprì una scuola di grammatica a Roma verso la metà del III secolo a.C., a distinguere le due lettere creando la lettera G.

## Uso nelle lingue

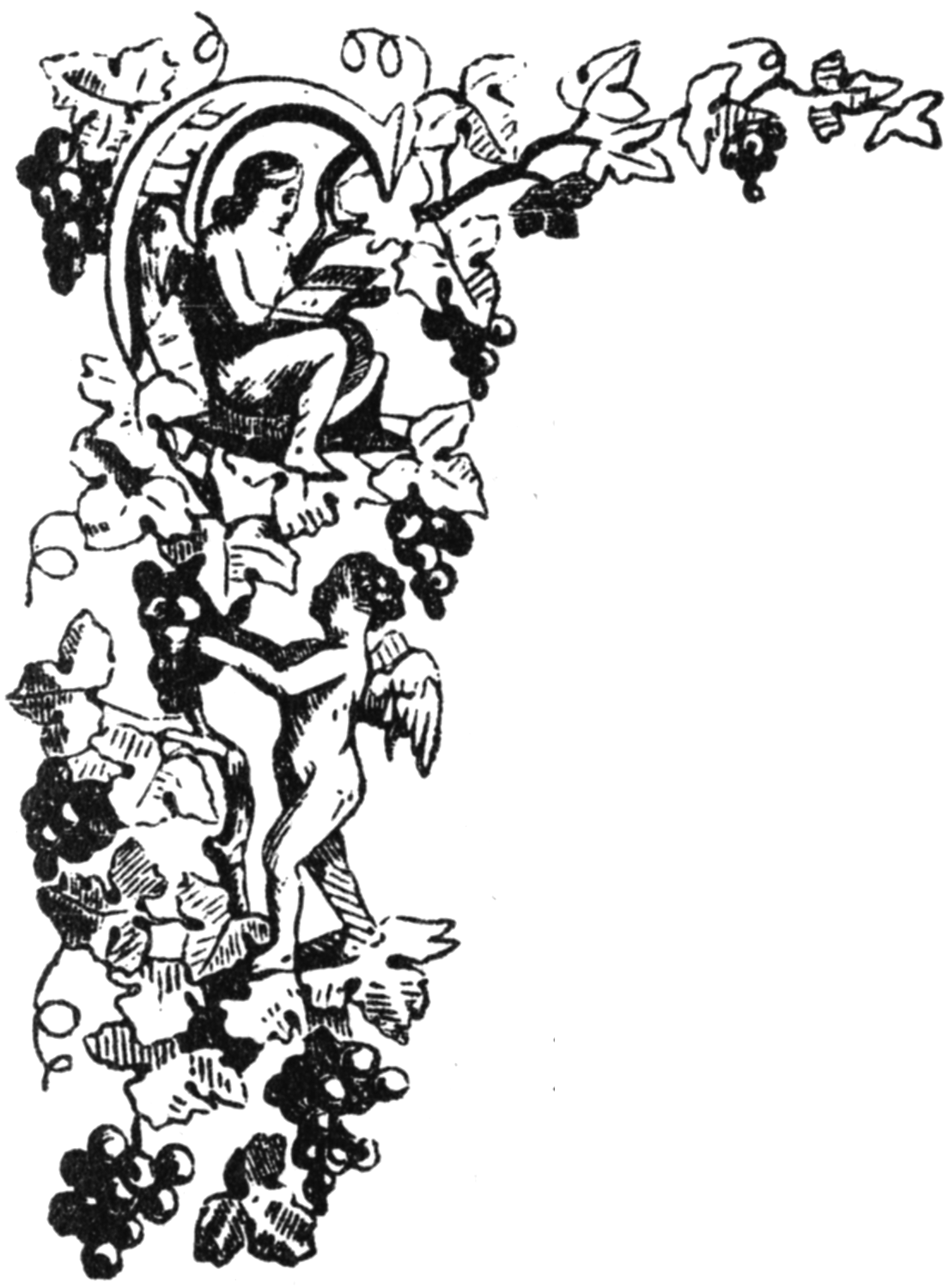
Esempio di capolettera

Sebbene in lingua latina la C (dopo la diffusione della nuova lettera G) in epoca classica avesse esclusivamente il suono velare ("duro") /k/ davanti a tutte le vocali, intorno al 4º secolo D.C. il suono associato a questa lettera si palatalizzò davanti alle vocali E ed I, dapprima in /c/, e la stessa cosa avvenne per il suono associato alla lettera G.
Mentre in area italica la palatalizzazione si arrestò a /t͡ʃ/, in area gallica intorno al 14º secolo si raggiunse la realizzazione /ʃ/ (difatti in Francese fino al 14º secolo CH si pronunciava /t͡ʃ/ come CHEVAL era /t͡ʃeval/) e sempre nella stessa zona la palatalizzazione accade anche alla C davanti alla A (CHAMBRE da CAMERA) .
Nella pronuncia scolastica (o ecclesiastica) del latino infatti (quella utilizzata normalmente in Italia e che rispetta il latino parlato in Italia nel periodo medioevale), la C viene pronunciata [t͡ʃ]  prima delle vocali Æ, E, I, Œ e Y, mentre nella pronuncia restituta (quella normalmente utilizzata negli altri stati e più vicina al latino parlato più anticamente) è sempre e solo pronunciata [k].
Nelle lingue romanze, mentre la C velare è sempre pronunciata [k], il suono della C palatale ("dolce") varia grandemente tra le varie lingue:
- [t͡ʃ] in italiano ed in rumeno;
- [s] in francese, in portoghese, inglese e nello spagnolo dell'America Latina;
- [θ] nello spagnolo europeo.

Il valore della C varia ancora di più tra altre lingue: [k] in irlandese; [d͡ʒ] in turco; [t͡ʃ] in indonesiano e Malay; e [t͡s] in tedesco (solo se seguita da ä, e, i o y), ceco, croato, esperanto, ungherese, polacco, Ido, traslitterazioni del cinese e serbo.
In molte lingue, la lettera C è più comune come parte di digrammi, piuttosto che da sola. Ad esempio, in tedesco la C da sola è molto rara, ma compare nel digramma ch pronunciato /x/ o /ç/ e nel trigramma 'sch', entrambi molto frequenti.

## Codici informatici
- Unicode: maiuscola U+0043, minuscola U+0063
- ASCII: maiuscola 67, minuscola 99; in binario 01000011 e 01100011 rispettivamente
- EBCDIC: maiuscola 195, minuscola 131
- Entity: maiuscola & #67; e minuscola & #99;